# Estación de Santa Eugenia (Ferrocarriles de Mallorca)
Santa Eugenia (en mallorquín Santa Eugènia) es una antigua estación ferroviaria clausurada situada en el municipio español homónimo en Mallorca, comunidad autónoma de Islas Baleares. Perteneció al ramal ferroviario que arrancaba desde la estación de Santa María entre 1897 y 1967, año de su clausura.

## Situación ferroviaria
Se encuentra situada en el punto kilométrico 6,470 de la desmantelada línea Santa María a Felanich, a 113 metros de altitud. El trazado era de ancho tres pies y estaba sin electrificar.

## Historia
La línea a la que perteneció la estación fue un proyecto de Ferrocarriles del Centro y Sud-Este de Mallorca, constituida en 1875. El 30 de abril de 1876 se creó Ferrocarriles de Mallorca S.A., que llevaría a cabo las obras. Esta última se creó por fusión del Ferro-carril de Mallorca y la Compañía de Los Ferrocarriles del Centro y Sud-Este de Mallorca. Finalmente, el 7 de septiembre de 1897 la estación entró en servicio con la apertura de la sección entre Santa María y Felanich, mediante un ramal de 42,79 km. El ancho de la vía era de tres pies (914 mm).
El proyecto inicial comtemplaba un tramo adicional entre Felanich y Porto Colom de 19,28 km, proyecto que quedaría definitivamente descartado, al igual que el ferrocarril de Palma a Felanich por Lluchmayor y Porreras proyectado en 1876. Tampoco se llevó a cabo el ferrocarril de Felanich a Manacor, de 12,54 km. Este último ferrocarril se aprobó el 15 de enero de 1885, no llevándose a cabo por desavenencias entre ambos municipios.
El 1 de agosto de 1951 las líneas de los Ferrocarriles de Mallorca se nacionalizan y pasan a ser gestionados por Explotación de Ferrocarriles por el Estado (EFE). El patrimonio ferroviario de Ferrocarriles de Mallorca quedó incorporado definitivamente al estado en 1959. EFE inició un proceso de sustitución de la tracción vapor por diésel, que supuso la eliminación de la tracción a vapor, cuyo último servicio aconteció el 12 de diciembre de 1964.
Sin embargo, con la creación de FEVE la explotación quedó a cargo de nueva compañía estatal en 1964. El 31 de diciembre de 1967 fue clausurado el ramal que partía de Santa María a esta estación.

## La estación
Estaba situada al norte de la localidad homónima y era un complejo muy sencillo. El edificio de viajeros es de dos plantas y tejado a dos aguas, con tres vanos por costado y planta. Completaban las instalaciones los servicios públicos, un muelle de carga y algunas casetas y porches anexos. El edificio es idéntico a las estaciones de Montuiri y Algaida, que a su vez fueron construidos tomando como modelo el de la estación de Muro. Tras el cierre de la línea las inmediaciones de la estación fueron reconvertidas en polideportivo y el edificio en bar.